# Stijn Steyaert
Stijn Steyaert (Antwerpen, 10 april 1988) is een Vlaams acteur, scenarist en televisiemaker.